# National Professional Soccer League (1967)
La National Professional Soccer League (spesso chiamata NPSL I per distinguerla dall'omonima lega di indoor soccer, istituita nel 1990) fu una lega professionistica che organizzò nel 1967, unica stagione di attività, il campionato di calcio nordamericano alternativo a quello, ufficiale, della United Soccer Association; prima di fondersi con quest'ultima e formare, nel 1968, la North American Soccer League (NASL).

## Storia
Nel 1966, un gruppo di imprenditori formarono un consorzio noto come North American Soccer League, allo scopo di istituire un campionato professionistico di calcio in Nord America. Tale consorzio ebbe quasi subito il patrocinio sia della U.S. Soccer Federation che della FIFA, che gli riconobbe lo status di campionato di Prima Divisione. Ma un gruppo rivale noto come National Professional Soccer League - a sua volta formato dall'unione di ulteriori due gruppi, la National Soccer League (NSL) e la North American Professional Soccer League (NAPSL) - si propose come alternativa e il presidente del consorzio NASL, l'impresario sportivo canadese Jack Kent Cooke, onde evitare confusioni sugli acronimi, ribattezzò il suo gruppo United Soccer Association. Si arrivò a una situazione di stallo, in quanto sebbene la USA fosse ufficialmente accreditato come vero campionato nazionale, era la NPSL ad avere un contratto televisivo, con la CBS. Questo provocò la migrazione in massa di tutti i giocatori delle franchigie della USA verso quelle della NPSL.
Nonostante la FIFA, che si rifiutò di riconoscere la NPSL, avesse minacciato sanzioni nei confronti dei calciatori che avessero sottoscritto contratti con le franchigie di tale Lega, il campionato NPSL partì, forte del finanziamento ottenuto dalla CBS. La lega attrasse, grazie ai suoi ingaggi, diversi calciatori europei di buon livello, principalmente da Inghilterra e Scozia, ma anche dalla Spagna. Il torneo partì il 15 aprile 1967 a Baltimora, con la squadra di casa che ospitò gli Atlanta Chiefs. A fianco dello speaker statunitense, sedeva quale commentatore l'ex calciatore nordirlandese Danny Blanchflower, il quale non mancò di fare commenti molto franchi sulla scarsa qualità del gioco rispetto agli standard europei. A rinfocolare ulteriormente le polemiche arrivarono le ammissioni di un arbitro, che ammise di aver fischiato undici dei ventuno falli di un incontro unicamente per permettere alla CBS di mandare in onda degli spot pubblicitari.
La finale, giocata con la formula dell'andata e ritorno nel settembre 1967, vide gli Oakland Clippers prevalere sui Baltimore Bays con un risultato aggregato di 4-2.

### Il ritorno alla NASL
Nel dicembre del 1967, dal momento che la CBS, vista la scarsa audience televisiva, non rinnovò il contratto con la NPLS, questa, di concerto con la USA, decise la fusione e la nascita della nuova North American Soccer League, che aprì i battenti nella primavera del 1968. I club della NPSL si fusero con quelli della USA o presero il loro posto. Poche franchigie sopravvissero comunque oltre i primissimi anni settanta.

## Squadre partecipanti
| Club                  | Stagione | Città       | Stadio                          | Stagione precedente |
| --------------------- | -------- | ----------- | ------------------------------- | ------------------- |
| Atlanta Chiefs        | dettagli | Atlanta     | Atlanta Stadium                 | Esordiente          |
| Baltimore Bays        | dettagli | Baltimora   | Memorial Stadium                | Esordiente          |
| Chicago Spurs         | dettagli | Chicago     | Soldier Field                   | Esordiente          |
| Los Angeles Toros     | dettagli | Los Angeles | Memorial Coliseum               | Esordiente          |
| N.Y. Generals         | dettagli | New York    | Yankee Stadium                  | Esordiente          |
| Oakland Clippers      | dettagli | Oakland     | Oakland-Alameda County Coliseum | Esordiente          |
| Philadelphia Spartans | dettagli | Filadelfia  | Temple Stadium                  | Esordiente          |
| Pittsburgh Phantoms   | dettagli | Pittsburgh  | Forbes Field                    | Esordiente          |
| St. Louis Stars       | dettagli | Saint Louis | Busch Memorial Stadium          | Esordiente          |
| Toronto Falcons       | dettagli | Toronto     | Varsity Stadium                 | Finalista in ECPSL  |

## Formula
Ogni squadra incontrava le altre un numero variabile di volte. Le prime classificate delle due division si qualificavano alla finale per il titolo, giocata con la formula dell'andata e ritorno.
La principale novità introdotta dalla lega fu un nuovo sistema di punteggio, con lo scopo di favorire il gioco d'attacco e spettacolare: venivano assegnati 6 punti per ogni vittoria, 3 per ogni pareggio e 1 punto supplementare per ogni goal segnato, fino a un massimo di 3 ad incontro. Tale innovazione fu poi ripresa dalla NASL.

## Classifiche regular season

### Eastern Division
|  | Pos. | Squadra               | Pt  | G  | V  | N | P  | GF | GS |
|  | ---- | --------------------- | --- | -- | -- | - | -- | -- | -- |
|  | 1.   | Baltimore Bays        | 162 | 32 | 14 | 9 | 9  | 53 | 47 |
|  | 2.   | Philadelphia Spartans | 157 | 32 | 14 | 9 | 9  | 53 | 43 |
|  | 3.   | N.Y. Generals         | 143 | 32 | 11 | 8 | 13 | 60 | 58 |
|  | 4.   | Atlanta Chiefs        | 135 | 31 | 10 | 9 | 12 | 51 | 46 |
|  | 5.   | Pittsburgh Phantoms   | 132 | 31 | 10 | 7 | 14 | 59 | 74 |

### Western Division
|  | Pos. | Squadra           | Pt  | G  | V  | N  | P  | GF | GS |
|  | ---- | ----------------- | --- | -- | -- | -- | -- | -- | -- |
|  | 1.   | Oakland Clippers  | 185 | 32 | 19 | 5  | 8  | 64 | 34 |
|  | 2.   | St. Louis Stars   | 156 | 32 | 14 | 7  | 11 | 54 | 57 |
|  | 3.   | Chicago Spurs     | 142 | 32 | 10 | 11 | 11 | 50 | 55 |
|  | 4.   | Toronto Falcons   | 127 | 32 | 10 | 5  | 17 | 59 | 70 |
|  | 5.   | Los Angeles Toros | 114 | 32 | 7  | 10 | 15 | 42 | 61 |

## Finale
| Baltimora 3 settembre 1967 | Baltimore Bays | 1 – 0 | Oakland Clippers | Memorial Stadium (16.329 spett.) |

| Oakland 9 settembre 1967 | Oakland Clippers | 4 – 1 | Baltimore Bays | Oakland-Alameda County Coliseum (9.037 spett.) |